# Fritillaria aberrans
Fritillaria aberrans är en ryggsträngsdjursart som beskrevs av Lúcia Garcez Lohmann 1896. Fritillaria aberrans ingår i släktet Fritillaria och familjen bägargroddar. Inga underarter finns listade i Catalogue of Life.